# Lusthaus der Königin Anna

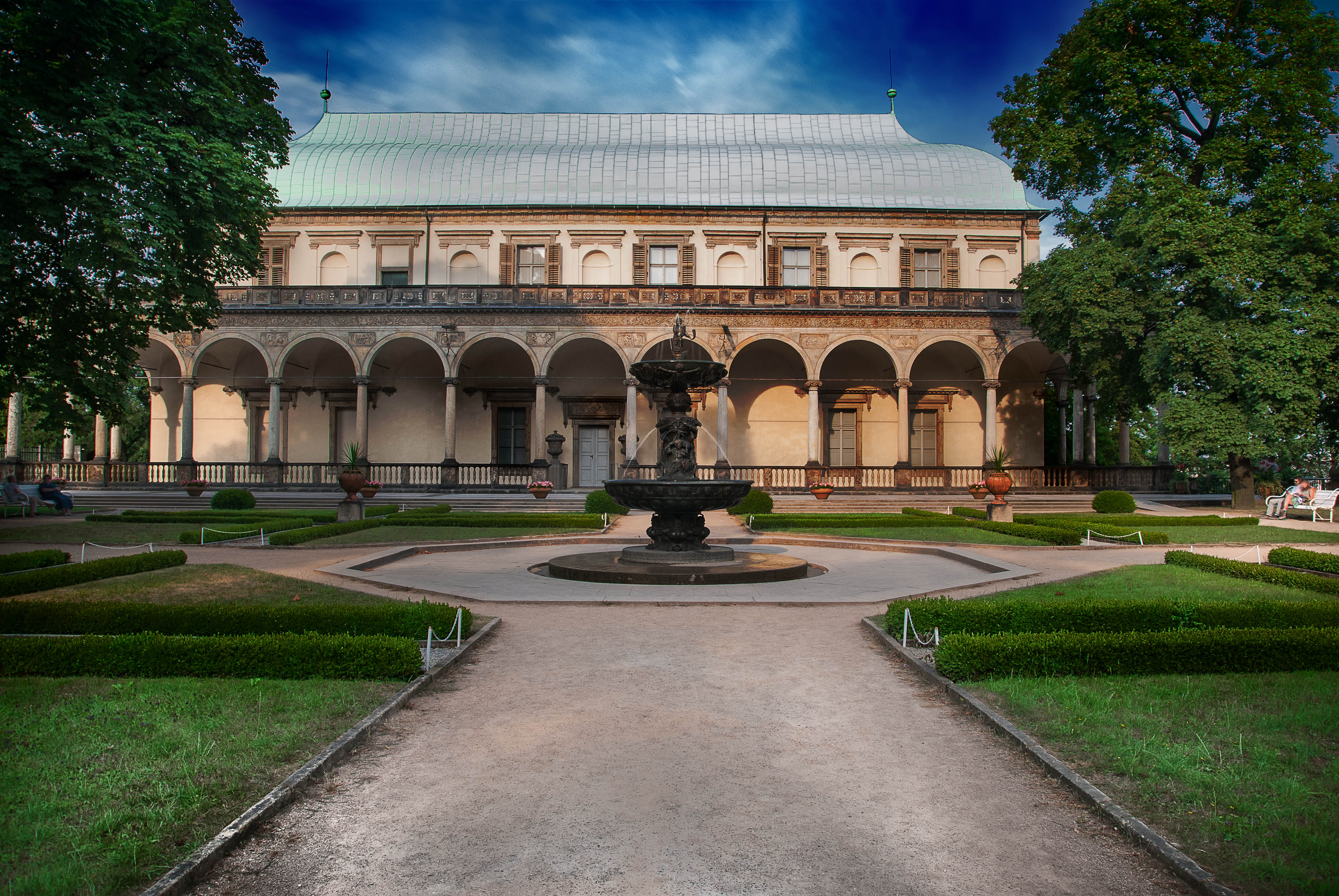
Das Lusthaus der Königin Anna oder Prager Belvedere

Das Lusthaus der Königin Anna (tschechisch Letohrádek královny Anny bzw. Královský letohrádek) oder Belvedere (Belvedér) früher auch als Mathematisches Haus (Matematický dům) bekannt, ist ein Renaissanceschloss auf dem Areal der Prager Burg. Es gehört zu den bedeutendsten Renaissancebauten der tschechischen Hauptstadt.

## Lage
Das Schloss befindet sich nördlich der Prager Burg im Königlichen Garten (Královská zahrada, ehemals auch Schloßgarten oder Kaisergarten). Es steht am Nordrand des Hirschgrabens (Jelení příkop) und trennt das östliche Ende des Königlichen Gartens vom Chotekgarten (Chotkovy sady, ehemals Volksgarten) ab. In der Nähe befindet sich die Straßenbahnhaltestelle Královský letohrádek. Der Haupteingang liegt an der Nordseite zur Marienschanze (Mariánské hradby).

## Geschichte
Das Lusthaus wurde vom böhmischen König und späteren Kaiser Ferdinand I. in den Jahren 1538–1565 im italienischen Renaissancestil erbaut. Die Planungen wurden 1535 aufgenommen, der Bau selbst begann im April 1538 nach Entwurf des italienischen Steinmetzes und Architekten Paolo della Stella und unter der Bauleitung des italienischen Baumeisters Giovanni Spazzio. Nachdem della Stella seinen Landsmann Spatio vertrieben hatte, ersetzte er ihn durch den Baumeister Giovanni Maria Aostalli. Beim Brand von 1541 wurde auch das halbfertige Gebäude zerstört, woraufhin der Kaiser den Bau einstellte und selbst Prag verließ. Die Bauleitung wurde 1548 durch Paolo della Stella wieder aufgenommen. Nach dem Tod della Stellas im Jahr 1552 holte Kaiser Ferdinand den Augsburger Stadtbaumeister Hans Tirol zum Prager Hof, der Bau wurde jedoch erst im Jahr 1563 abgeschlossen, nachdem im Jahr 1555 der kaiserliche Hofbaumeister Bonifaz Wohlmuth  die Bauleitung übernommen hatte. 1558 diente das Lustschloss als pompöse Kulisse für die dreitägigen Feierlichkeiten zur Ankunft von Ferdinand I. als neuer Kaiser.
Noch als Erzherzog richtete der spätere Kaiser Rudolf II. sein berühmtes Observatorium in einigen Räumen des Obergeschosses ein, in dem unter anderem auch Tycho Brahe und Johannes Kepler arbeiteten. Rudolf selbst nahm oft in astronomischen Messungen teil. In anderen Räumen des Obergeschosses fand seine berühmte Kunst- und Kuriositätensammlung Platz. Nach der Machtübernahme seines Bruders Matthias zog er sich 1611 selbst in dieses Gebäude zurück, starb jedoch bereits 1612. Nach dem Tod Rudolfs blieb das Gebäude unbewohnt, sein Nachfolger, Kaiser Matthias, verlegte den kaiserlichen Hof und somit die Kunstsammlungen allmählich von Prag nach Wien. Die nach Wien gebrachten Teile dieser Sammlung bilden den historischen Kern des heutigen Kunsthistorischen Museums. Während der Besetzung der Prager Kleinseite durch schwedische Truppen in der letzten Phase des Dreißigjährigen Krieges im Jahr 1648 wurde die in Prag verbliebene, noch selbst zu dieser Zeit reiche astronomische und Kunstsammlung des Lusthauses geplündert. Später gelangte die Kriegsbeute nach Frankreich, die meisten seiner der Schätze befinden sich heute im Pariser Louvre.

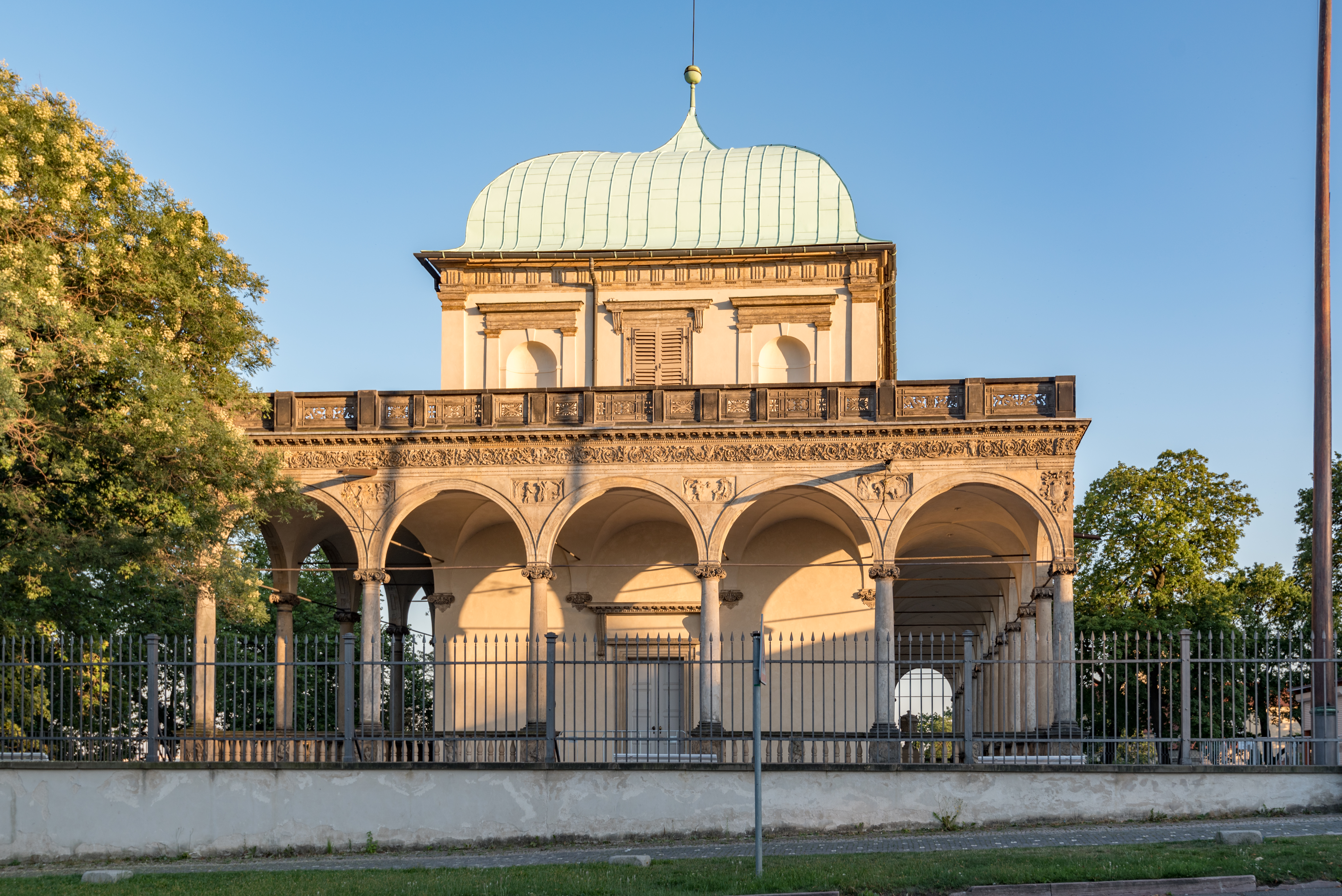
Nordfassade mit Haupteingang, von der Marienschanze gesehen

Im Jahr 1782 übergab Kaiser Joseph II. das Gebäude der kaiserlichen Artillerie, die hier ein Labor einrichtete, in dem auch unter anderem Schießpulver hergestellt wurde. Erst ein halbes Jahrhundert später kam die Idee der öffentlichen Nutzung des Gebäudes auf. 1836 erlangte der Prager Oberst-Burggraf Karl Chotek, Gubernialpräsident des Prager Guberniums, das Gebäude von der Artillerie zurück, um hier die Krönungszeremonie von Kaiser Ferdinand I. (als Ferdinand V. König von Böhmen) abzuhalten. Nach den Plänen der Wiener Architekten Bernhard Grueber und Peter von Nobile wurde das Gebäude zwischen 1841 und 1855 grundsaniert und in eine Gemäldegalerie umgewandelt. Dabei wurden die Innenräume radikal umgebaut, die Eingänge verlegt, der mittlere Korridor im Erdgeschoss beseitigt sowie eine monumentale Treppe im Stil des Historismus in die Mitte eingebaut. Zwischen 1850 und 1866 wurde die Haupthalle im Obergeschoss nach dem Entwurf des Malers Christian Ruben mit zwölf historischen Szenen aus der Geschichte Böhmens bemalt. Der von einer Gruppe seiner Studenten an der Prager Akademie der Bildenden Künste angefertigte Bilderzyklus wurde nach dem Zweiten Weltkrieg abgedeckt und erst nach dem Zerfall des Kommunismus infolge der Samtenen Revolution 1989 wieder enthüllt und renoviert.
Das Gebäude wurde in den 1950er Jahren unter der Leitung des tschechischen Architekten Pavel Janák saniert. Seither wird es als Ausstellungshalle genutzt. Während einer weiteren Sanierung Ende der 1980er Jahre brach ein Brand im Fachwerk des Gebäudes aus, bei dem die Fachwerkstruktur und das Kupferdach erheblich beschädigt wurden. In den Jahren 2004–2008 fand die bisher letzte vollständige Rekonstruktion des Gebäudes statt. 1992 wurde das Lusthaus als Teil der Welterbestätte „Historisches Zentrum von Prag“ (Historické centrum Prahy) in die UNESCO-Welterbeliste aufgenommen.

## Namensgebung im Spiegel der tschechischen Nationalbewegung
Obwohl Ferdinands I. das Lustschloss von Anfang für seine eigenen herrschaftlichen Repräsentationszwecke erbauen ließ, hält sich seit dem 19. Jahrhundert die weitverbreitete Vorstellung, dass das Gebäude für Ferdinands Gemahlin, Königin Anna (Anna Jagellonská) gebaut wurde.

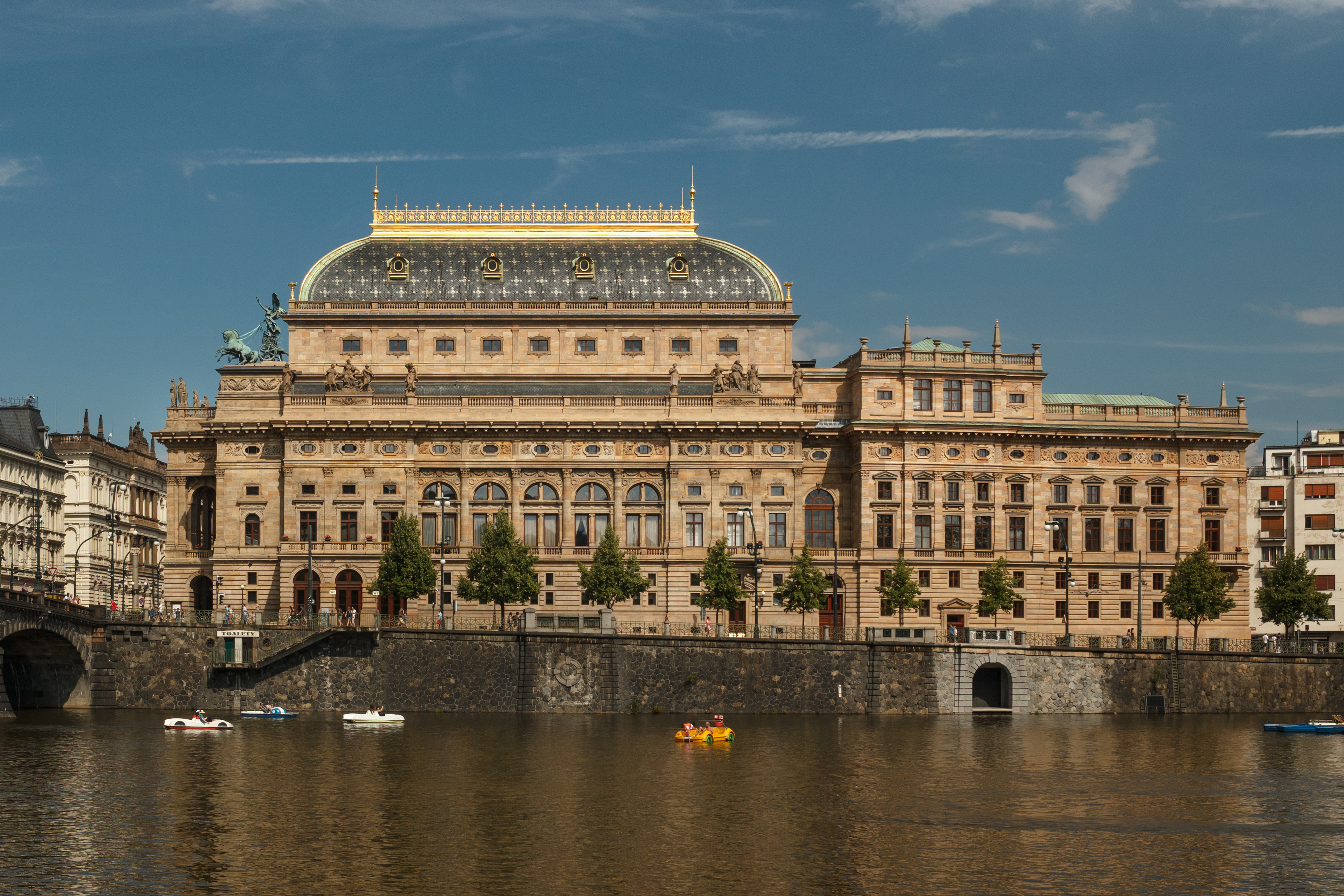
Die Neorenaissance-Fassade des Tschechischen Nationaltheaters am Prager Moldauufer, dessen Erscheinungsbild die Hauptelemente des Lustschlosses deutlich widerspiegelt

Der Grund für diese Legende war, dass Anna selbst nicht als Mitglied der zur Zeit des nationalen Erwachens der Tschechen im 19. Jahrhundert immer mehr verhassten und abgelehnten österreichischen Habsburger, sondern als Spross der litauisch-polnischen Jagiellonen, einer slawischen Königsdynastie, wahrgenommen wurde. Ursächlich hierfür ist das bereits aus dem 16. Jahrhundert stammende, weitverbreitete Bild der Königin Anna Jagellonská als Philanthropin, die im Gegensatz zu ihrem Ehemann Ferdinand I. in der tschechischen Geschichtsschreibung äußerst positiv rezipiert wurde. Selbst ihr vorzeitiger Tod zu Beginn des Jahres 1547 bleibt als eine beliebte Episode der tschechischen Geschichte mit der Unterdrückung des Ständeaufstand in Böhmen (1547) verbunden: Der Legende nach betete Anna sogar auf ihrem Sterbebett für die Tschechen.
Das führte zu Bemühungen, das Lusthaus in eine Art „tschechisches Walhalla“ zu verwandeln und das glorreiche Kapitel der tschechischen Geschichte in einem von Christian Ruben und seinen Studenten geschaffenen Zyklus historischer Wandgemälde zu verewigen. Dies in der Auffassung, dass es sich bei diesem Gebäude um einen direkten und unbeeinflussten Import der italienischen Renaissancearchitektur handelt, die als Modell für die tschechische Renaissance sowie für die tschechische Neorenaissance des 19. Jahrhunderts diente. Als Beispiel wird oft das im Jahr 1881 eröffnete Gebäude des Prager Nationaltheaters angeführt, dessen Erscheinungsbild die Hauptelemente des Lustschlosses deutlich widerspiegelt.

## Architektur

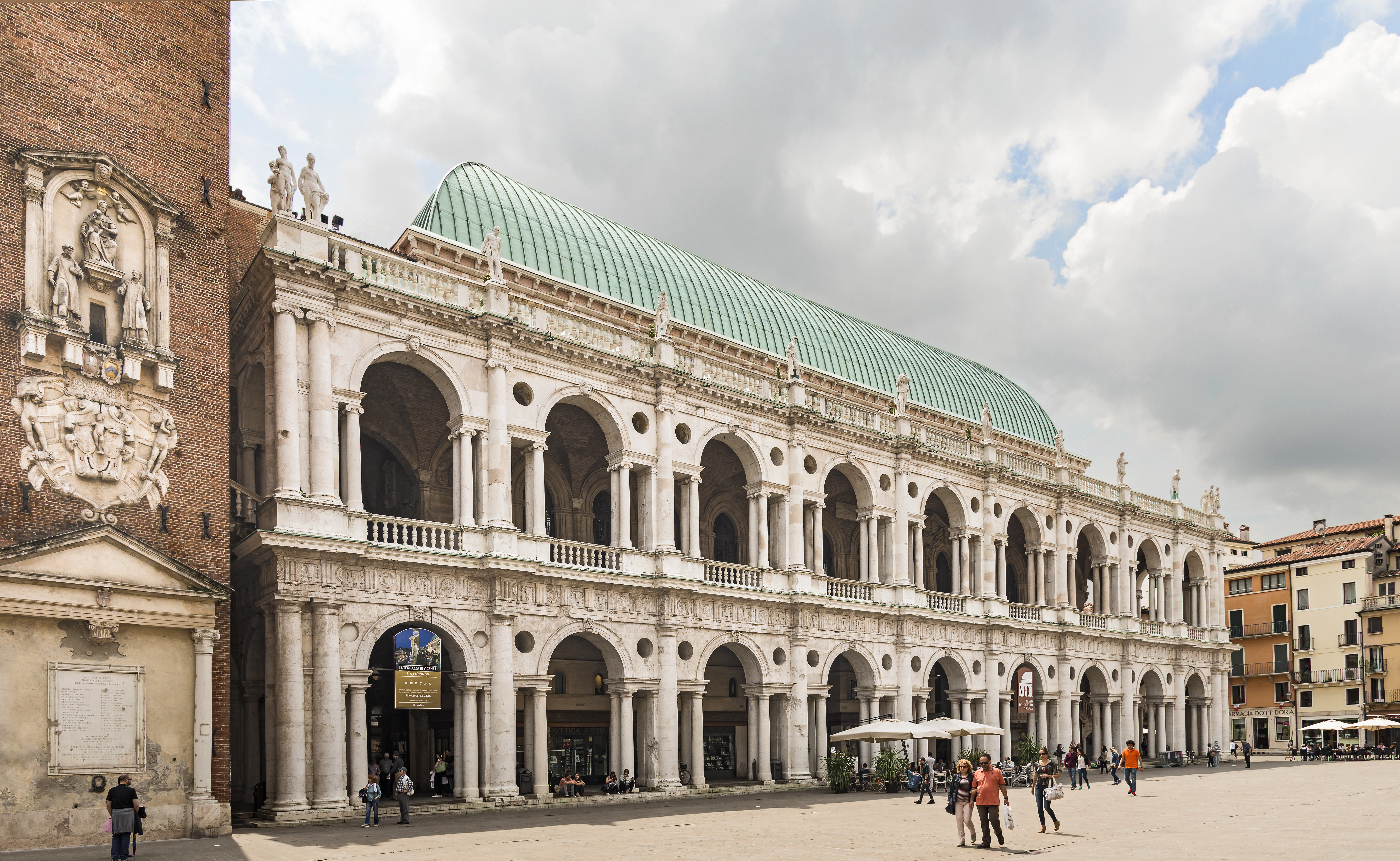
Die Basilica Palladiana in Vicenza, ein wahrscheinliches Vorbild für das Prager Lustschloss

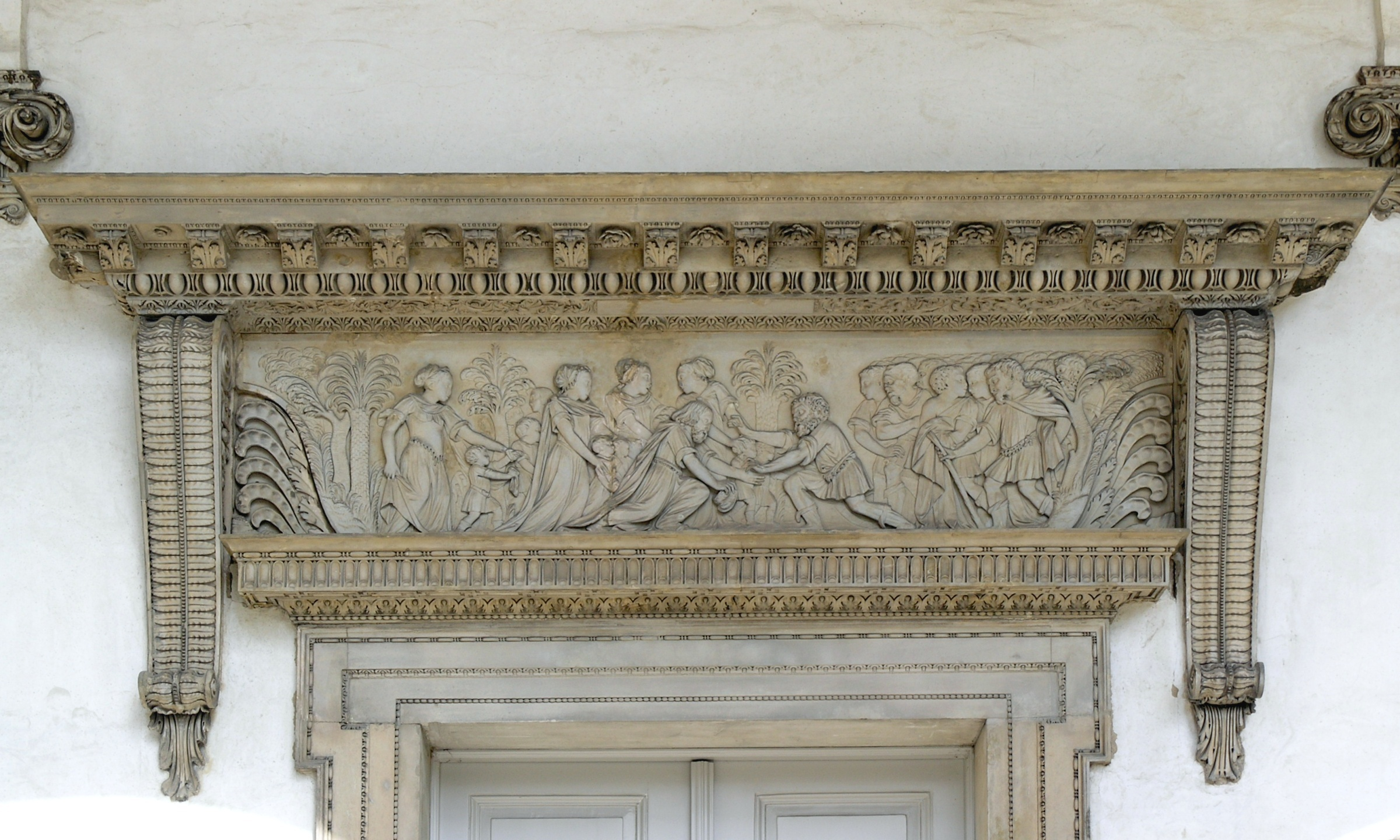
Reliefschmuck

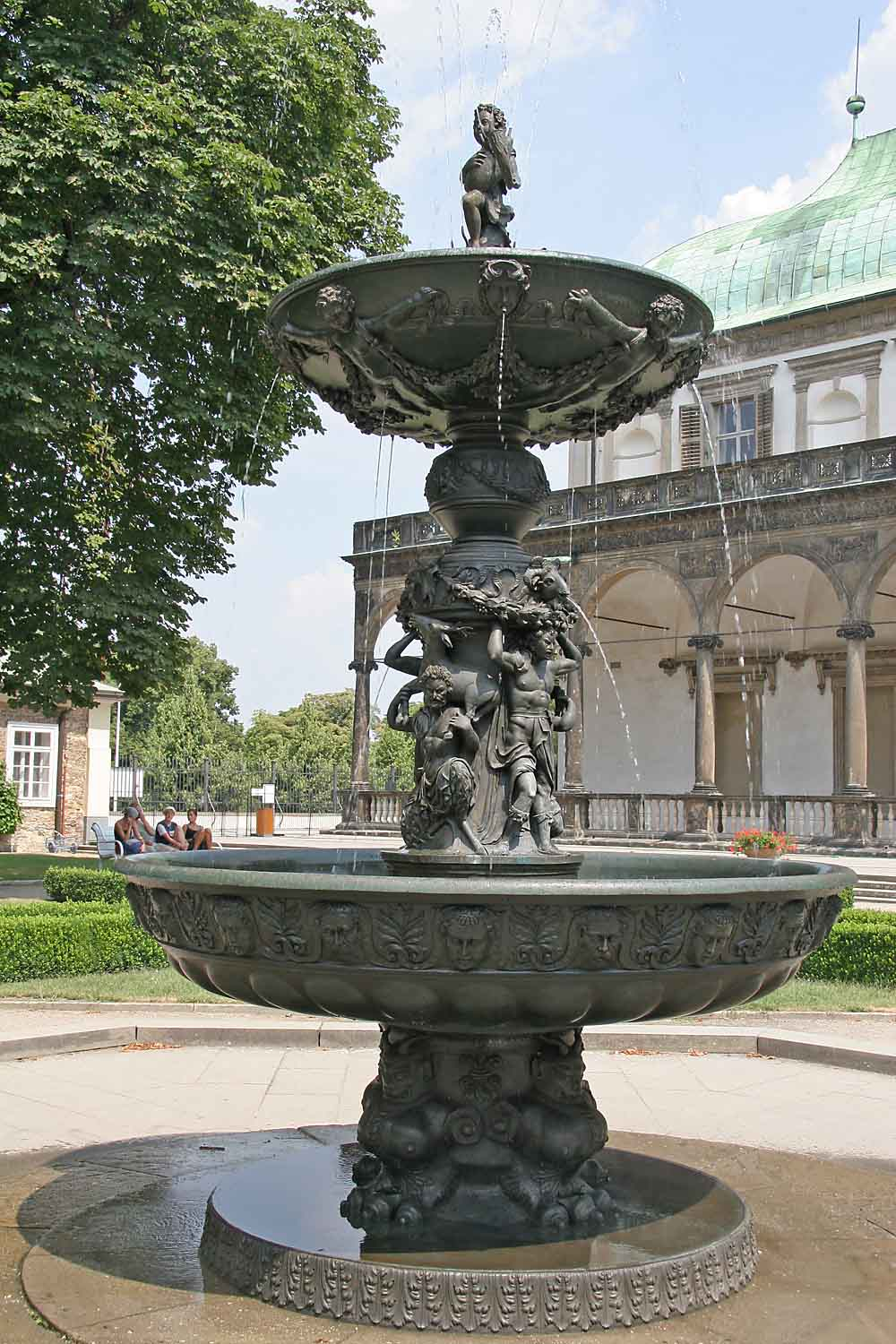
Der Singende Brunnen (Zpívající fontána) im Königsgarten

Architektonisch betrachtet handelt es sich um ein Lusthaus, d. h. eine in der höfischen Kultur der Renaissance entwickelte Form eines Schlosses, das dem privaten Vergnügen diente und abseits von Hofzeremoniell und Staatspflichten für die Veranstaltung von Festlichkeiten, Empfängen, Festmählern oder Bällen genutzt wurde. Lusthäuser sind meist ein Teil größerer, in der Nähe fürstlicher Residenzen angelegter Gartenanlagen. Auch das Prager Lusthaus wurde im Zuge des von Ferdinand I. angeordneten Ausbaus des Königlichen Gartens an der dem Prager Burgberg gegenüber liegenden Nordseite des Hirschgrabens errichtet. Im Gegensatz zu dem durch runde oder polygonale Ecktürme geprägten Erscheinungsbild etwas später errichteter Lusthäuser (wie das Neue Lusthaus von Stuttgart, das Lusthaus von Wien, das Lustschloss Stern am Weißen Berg bei Prag oder das Neue Lusthaus von Berlin) bildet das Prager Lusthaus mit seinem italienisch beeinflussten, rechteckigen Grundriss und allseitiger Arkadengalerie eine Ausnahme. Dieses gestalterische Konzept war selbst im damaligen Italien eine architektonische Neuheit (vgl. z. B. mit der Basilica Palladiana in Vicenza) und wahrscheinlich auch eines der ersten verwirklichten Renaissancegebäude in den böhmischen Ländern.
Der zweistöckige, rechteckige Kern des Gebäudes ist allseitig von einer Arkadengalerie umgeben, die von ionischen Säulen getragen wird. Die Fassadenflächen zwischen den Bögen, der Fries des Gebälks, einige Supraporten sowie die Säulen- und Balustradensockel sind mit diversen Reliefs dekoriert, die mythologische, christliche und historische Szenen darstellen. Die Arkadengalerie trägt eine große Terrasse, die den gesamten ersten Stock umringt. Neben den Fensteröffnungen sind die Fassaden des ersten Stocks mit Blindfenstern verziert. Der Dachstuhl des Gebäudes gilt als eine einzigartige Zimmermannskonstruktion und erinnert an einem invertierten Schiffsrumpf. Ursprünglich war das vom Hofbaumeister Wohlmuth entworfene Dach mit rot-weißen Dachziegeln sowie den Herrschaftssymbolen des Reichs (dem Reichsadler) und der Böhmischen Länder (dem doppelschwänzigen Löwen) verziert.
Direkt vor der Westfassade des Lusthauses befindet sich der Singende Brunnen (Zpívající fontána), ein einzigartiger Renaissancebrunnen, der ebenfalls im Rahmen des Ausbaus des Königgartens vom Kaiser Ferdinand I. in Auftrag gegeben wurde. Das vom italienischen Künstler Francesco Terzio entworfene Meisterwerk der Renaissancebildhauerei wurde im Jahr 1568 vom Brünner Glockengießer Tomáš Jaroš in Bronze gegossen, seither steht der Brunnen unversehrt an seiner originalen Stelle. Das untere Becken wird von vier Faunfiguren gehalten, der Beckenrand ist mit menschlichen Köpfen und Pflanzenmotiven verziert. Unter den Hirten, die die obere Brunnenschale halten, erscheint die hirschtragende Figur des mythologischen Hirtengottes Pan. Vom oberen Beckenboden speien kleine Jungs sowie menschliche Köpfe in den unteren Becken Wasserstrahlen herunter. Der Dudelsack, der das obere Becken mit dem Dudelsackpfeifers krönt, speit weitere Wasserstrahlen. Durch das in die zwei Becken fallende Wasser vibrieren die Bronzeplatten, die einen rhythmischen Klang erzeugen, der dem Brunnen seinen Namen gab. Diese „Musik“ ist ziemlich leise und nur aus nächster Nähe hörbar.